# GO!GO!こじまな号
『GO!GO!こじまな号』（ゴーゴーこじまなごう）は、つくばテレビが制作しエンタ!371（後にエンタ!959）で2013年5月から2015年9月まで放送されていたバラエティ番組である。「こじまな号」と命名された車で観光地やレジャー施設を巡るため、旅番組の要素を持っている。この頁では後身番組の『Wみなみ』、『君にハピネス』についても記述する。

## 概要
セクシー女優（AV女優）小島みなみ（愛称は「こじみな」）と紗倉まな（愛称は「まなてぃ」）の初冠番組。「乙女フラペチーノ」というユニットも組んでおり、そちらの活動を特集した回もあった（#14）。紗倉まなの特技であるドライブを取り入れた番組で、「いまどきのドライブデート」がコンセプト。#3以降はゲストを「おもてなし」する事が恒例となっている（#1、2はお互いを「おもてなし」した）。ゲストからは、後編のラストなどで「おもてなし」の採点が行われる場合がある（紗藤まゆ(#10)の他、かすみ果穂(#4)など）。
観光地やレジャー施設を巡る一泊二日のロケが基本であるが、中には日帰りもある。一泊二日の場合は前後編として放送される。宿泊の場合、豪華な夕食が披露されるのが定番である。温泉に入浴する場面も「お約束」となっていたが、胸から腰にかけてベージュのバスタオルを巻いておく仕様であった（視聴年齢制限を明記してある番組ではないため）。終盤はロケが減った。
ロケに使用する「こじまな号」のハンドルを握るのは、初日が紗倉、二日目が小島、というのが通例である。こじまな号には車載カメラがあり、運転中のガールズトークが収録されている。ゲストは助手席、運転していないレギュラーは後部座席中央に配置され、カメラに収まる位置となっている（後方から走行シーンも撮られている）。小島はペーパードライバーであり、本作開始に際し練習したと語っている。なお、二人とも同じマインズ所属である。また、紗倉は#18~19を欠席している。
オープニングなど画面に向かって並ぶ場合の位置は、視聴者から見て左が小島、右が紗倉、というのが基本である。前編のタイトルコールは、
1. 小島「小島みなみと」
2. 紗倉「紗倉まなの」
3. 2人「GO!GO!こじまな号!」

とコールした後、運転する仕草をしながら回るものであった。後編のタイトルコールは、車内でゲストと3人で「GO!GO!こじまな号!」と叫び、拳を振り上げるパターンもあった（#23。上原亜衣後編）。
ロケの場合、ゲストとは「偶然出会った」という演出がなされているパターンが多い（かすみ果穂(#3)、上原亜衣(#22)他）。
かすみ果穂の『かすみレディオ』とは、#14（2013年、本作#3~4）と#34（2015年、本作#21）の2度コラボを行っている（『24時間かすみレディオ』には、本作開始前の2012年（1回目）と、開始後の2013年（2回目）の2回共コンビでゲスト出演している。小島のみ、他に3回ほどゲスト出演あり）。また、終盤の#26~28（事実上の最終回）では、『今日のあまつか』との対抗学園祭となっている（ゲスト、天使もえ、湊莉久）。
ゲストは同じマインズのAV女優が多い（木下あずみ、紗藤まゆ、上原亜衣）。上述以外のゲストは川上奈々美と由愛可奈（#18~19）の2名であるが、川上は『アリスたーず』（エンタ!959）で小島と共演の経験があり、全く接点のなかったゲストは、コラボを除けば由愛可奈のみである（紗倉の欠席回）。

## 放送日・ゲスト一覧
太字は同じ事務所の所属（2回目は省略）。

### 2013年
| 回数 | 初回放送日 | ロケ地、コーナー等                                      | ゲスト     |
| ---- | ---------- | ------------------------------------------------------- | ---------- |
| #1   | 5月18日    | 伊豆高原前編（伊豆ぐらんぱる公園、まぼろし博覧会）      | なし       |
| #2   | 6月17日    | 伊豆高原後編（イチゴ狩り、温泉）                        | なし       |
| #3   | 7月21日    | 日光鬼怒川前編（ゆばの引き上げ、日光江戸村での仮装）    | かすみ果穂 |
| #4   | 8月19日    | 日光鬼怒川後編（温泉、乗馬）                            | かすみ果穂 |
| #5   | 9月18日    | 富士河口湖温泉前編                                      | 木下あずみ |
| #6   | 10月20日   | 富士河口湖温泉後編（ブレスレット作り、子犬と遊ぶ）      | 木下あずみ |
| #7   | 11月17日   | 「GO!GO!こじまな号Vol.1」DVD発売記念イベント（9月開催） | なし       |
| #8   | 12月20日   | #5~6の未公開集。                                        | 木下あずみ |

### 2014年
| 回数 | 初回放送日 | ロケ地、コーナー等                                                         | ゲスト     |
| ---- | ---------- | -------------------------------------------------------------------------- | ---------- |
| #9   | 1月16日    | 群馬県四万温泉前編（創作こけし作り、太鼓打ち体験、温泉）                   | 紗藤まゆ   |
| #10  | 2月20日    | 群馬県四万温泉後編（温泉街を散歩、スマートボール、カフェでランチ）         | 紗藤まゆ   |
| #11  | 3月20日    | 「PINK TOKYO2014」（ディファ有明）で公開収録                               | 木下あずみ |
| #12  | 4月16日    | 神奈川前編横須賀市（ソレイユの丘で芝そりゲレンデで速押しクイズ、ピザ作り） | 川上奈々美 |
| #13  | 5月18日    | 神奈川後編（温泉、横浜中華街で食べ歩き）                                   | 川上奈々美 |
| #14  | 6月22日    | 乙女フラペチーノ特集                                                       | なし       |
| #15  | 7月17日    | 番組1周年記念前編（修善寺温泉へ慰安旅行）                                  | なし       |
| #16  | 8月17日    | 番組1周年記念後編（沼津港で海の幸。イルカショー、アシカ餌やり）            | なし       |
| #17  | 9月18日    | 「GO!GO!こじまな号Vol.3」DVD発売記念イベント（8月開催）                    | 川上奈々美 |
| #18  | 10月16日   | 前編草津温泉                                                               | 由愛可奈   |
| #19  | 11月23日   | 後編軽井沢（吹きガラス体験、アーチャリー対決、レトロな記念写真撮影）       | 由愛可奈   |
| #20  | 12月21日   | 総集編                                                                     | （なし）   |

### 2015年
| 回数 | 初回放送日 | ロケ地、コーナー等 | ゲスト          |
| ---- | ---------- | --- | --------------- |
| #21  | 1月18日    | 都内ドライブデート（面白い似顔絵、人気NO.1コンドーム）                                                                                          | かすみ果穂      |
| #22  | 2月22日    | 千葉房総前編（海ほたる、象と触れ合い体験、屋久杉で箸作り）                                                                                      | 上原亜衣        |
| #23  | 3月22日    | 千葉房総後編（富津で海苔手作り体験、東京湾観音）                                                                                                | 上原亜衣        |
| #24  | 4月19日    | 22~23の未公開集。 | 上原亜衣        |
| #25  | 5月16日    | 「GO!GO!こじまな号Vol.4」DVD発売記念イベント（4月開催） 早押しクイズ、カラオケ対決                                                              | なし            |
| #26  | 6月16日    | 『今日のあまつか』との対抗学園祭・前編 | 天使もえ 湊莉久 |
| #27  | 7月18日    | 『今日のあまつか』との対抗学園祭・後編 「全力あっち向いてホイ」、「痴女風黒ひげ危機一髪」、「箱の中身は何じゃろか」、「かき氷早食い競争」など。 | 天使もえ 湊莉久 |
| #28  | 8月18日    | 『今日のあまつか』との対抗学園祭・最終決戦（漫才対決）                                                                                          | 天使もえ 湊莉久 |
| #29  | 9月18日    | 総集編 | （なし）        |

## Wみなみ
Wみなみは、つくばテレビが制作しエンタ!959で放送されるバラエティ番組。GO!GO!こじまな号のリニューアルという形で制作され、2015年10月より、小島みなみ（こじ）と初川みなみ（はっつ）のコンビによる『Wみなみ』（ダブルみなみ）の番組となった。
様々な可愛い（番組内では「キャワいい」と呼称）企画にチャレンジする、体験型バラエティ番組と改められ、ドライブとゲスト出演者はなくなっている（2016年2月現在）。タイトルロゴは「WM」の文字が大きく、その下に「ダブルみなみ」と仮名で書かれる。
なお初川はティーパワーズ所属で、同事務所所属のAV女優による冠番組は成瀬心美の『ここみんTV』（2012年11月~2013年4月）以来となる。
2018年10月17日より羽咲みはるが新レギュラーとして加わり、番組タイトルも12月より変更予定とされた。番組表などのタイトルに変更はないが、10月以降オープニングコールは「WみなみwithUSA」と付け加えられている。
12月より『君にハピネス』に番組名変更。話数も1から再カウントされる。
2019年2月6日に君にハピネス第1弾BDが発売。収録分にはWみなみ期の羽咲出演分も含まれる。
2020年12月の放送をもって初川みなみが番組を卒業。以降の放送では小島と羽咲の名乗りとして以前の番組ロゴである「WM」（読みはダブルエム＝Minami＆Miharu）が使用されている。
2022年10月2日、羽咲みはる、小島みなみ2人の番組卒業を発表。12月10日に番組ラストイベントを開催。2023年1月17日の放送が最終回となった。

### 出演
- 小島みなみ
- 羽咲みはる（「君にハピネス」からレギュラー）
- 初川みなみ（2020年12月番組卒業）

## 放送日・主な内容
| 放送回 | 初回放送日 | コーナー                                                                           | 特記                                                                    |
| 2015年 | 2015年     | 2015年                                                                             | 2015年                                                                  |
| ------ | ---------- | ---------------------------------------------------------------------------------- | ----------------------------------------------------------------------- |
| #1     | 10月17日   | 「Wみなみ」の指サインを決める、着ぐるみ、古着コーディネートなど。                  | DVDVol.1収録                                                            |
| #2     | 11月17日   | カラオケパーティー                                                                 | DVDVol.1収録                                                            |
| #3     | 12月17日   | 伊香保グリーン牧場（牛の乳搾り体験）                                               | DVDVol.1収録                                                            |
| 2016年 |            |                                                                                    |                                                                         |
| #4     | 1月16日    | 伊香保温泉で入浴、ロックハート城でプリンセス体験。                                 | DVDVol.1収録                                                            |
| #5     | 2月16日    | 公開収録（ラブライブ!コスプレ、カラオケ対決など）                                  | DVDVol.2収録                                                            |
| #6     | 3月17日    | いちご狩り                                                                         | DVDVol.1収録                                                            |
| #7     | 4月19日    | キャンドル作り                                                                     | DVDVol.2収録                                                            |
| #8     | 5月17日    | 母へのブリザードフラワー作り                                                       | DVDVol.2収録                                                            |
| #9     | 6月16日    | 室内ゲーム対決                                                                     | DVDVol.2収録                                                            |
| #10    | 7月16日    | 京扇子作り                                                                         |                                                                         |
| #11    | 8月18日    |                                                                                    |                                                                         |
| #12    | 9月17日    | 放送1周年名場面総集編                                                              |                                                                         |
| #13    | 10月16日   | 東京ドイツ村対決、京扇子作りオフショット                                           | Blu-rayVol.3収録                                                        |
| #14    | 11月17日   | 東京ドイツ村対決                                                                   | Blu-rayVol.3収録                                                        |
| #15    | 12月17日   | 三軒茶屋Brinddileでクリスマスリース作り                                            | Blu-rayVol.3収録                                                        |
| 2017年 |            |                                                                                    |                                                                         |
| #16    | 1月16日    | 3Dキャラクター作り                                                                 | Blu-rayVol.3収録                                                        |
| #17    | 2月16日    | DVD発売記念公開収録                                                                | Blu-rayVol.3収録                                                        |
| #18    | 3月16日    | DVD発売記念総集編                                                                  |                                                                         |
| #19    | 4月18日    | 茶道入門                                                                           | Blu-rayVol.3収録                                                        |
| #20    | 5月16日    | トルコランプ作り                                                                   | Blu-rayVol.3収録                                                        |
| #21    | 6月16日    | 裏Ｗみなみ、公開収録                                                               | Blu-rayVol.4収録                                                        |
| #22    | 7月16日    | ロマンの森共和国                                                                   | Blu-rayVol.4収録                                                        |
| #23    | 8月18日    | ロマンの森共和国（楽焼作り）                                                       | Blu-rayVol.4収録                                                        |
| #24    | 9月17日    | 続・公開収録                                                                       |                                                                         |
| #25    | 10月18日   | 機織り体験                                                                         | Blu-rayVol.4収録                                                        |
| #26    | 11月17日   | 人力車で浅草観光                                                                   | Blu-rayVol.4収録                                                        |
| #27    | 12月17日   | スノードーム作り                                                                   |                                                                         |
| 2018年 |            |                                                                                    |                                                                         |
| #28    | 1月17日    | 手ぬぐい作り                                                                       | 君にハピネス Blu-rayVol.1収録                                           |
| #29    | 2月16日    | 新宿忍者からくり屋敷で忍者体験                                                     | 君にハピネス Blu-rayVol.1収録                                           |
| #30    | 3月16日    | SKY CIRCUSサンシャイン60でVR体験                                                   | 君にハピネス Blu-rayVol.1収録                                           |
| #31    | 4月18日    | 未公開シーンをまとめた総集編                                                       |                                                                         |
| #32    | 5月16日    | 苔玉（こけっぴ）作り体験                                                           | 君にハピネス Blu-rayVol.1収録                                           |
| #33    | 6月17日    | キャワいい食品サンプル作り                                                         | 君にハピネス Blu-rayVol.2収録                                           |
| #34    | 7月18日    | キャワいくベリーダンス体験                                                         | 君にハピネス Blu-rayVol.2収録                                           |
| #35    | 8月19日    | 2018年総集編                                                                       |                                                                         |
| #36    | 9月19日    | 2018年総集編                                                                       |                                                                         |
| #37    | 10月17日   | ハーバリウム体験                                                                   | ゲストMC：羽咲みはる。 以降レギュラーに。 君にハピネス Blu-rayVol.1収録 |
| #38    | 11月16日   | 江戸東京たてもの園                                                                 | 君にハピネス Blu-rayVol.1収録                                           |
| #1     | 12月16日   | クリスマスキャンドルアレンジ                                                       | 君にハピネス初回 君にハピネス Blu-rayVol.1収録                          |
| 2019年 |            |                                                                                    |                                                                         |
| #2     | 1月15日    | キャワいく謎解きに挑戦                                                             | 君にハピネス Blu-rayVol.2収録                                           |
| #3     | 2月16日    | キャワいいハリネズミカフェ体験                                                     | 君にハピネス Blu-rayVol.2収録                                           |
| #4     | 3月16日    | キャワいいラテアートに挑戦                                                         | 君にハピネス Blu-rayVol.2収録                                           |
| #5     | 6月16日    | 東京ドイツ村で芝桜鑑賞＆たけのこ狩り                                               | 君にハピネス Blu-rayVol.2収録 小島みなみ不在回                          |
| #6     | 9月17日    | キャワいいウェディングブーケ手作り体験                                             | 君にハピネス Blu-rayVol.2収録 小島みなみ不在回                          |
| #7     | 10月16日   | ブルーレイ発売記念トーク、2019年の抱負達成できたか?                                | 君にハピネス Blu-rayVol.3収録                                           |
| #8     | 11月16日   | 山梨・忍野しのびの里でキャワいく忍者体験                                           | 君にハピネス Blu-rayVol.3収録                                           |
| #9     | 12月17日   | 河口湖ハーブ館でキャワいい壁掛けドライフラワー作りに挑戦！                         | 君にハピネス Blu-rayVol.3収録                                           |
| 2020年 |            |                                                                                    |                                                                         |
| #10    | 1月18日    | 2019年3大ニュース発表                                                              | 君にハピネス Blu-rayVol.3収録                                           |
| #11    | 2月16日    | キャワいくバレンタインクッキー作り                                                 | 君にハピネス Blu-rayVol.3収録                                           |
| #12    | 3月17日    | キャワいい箸置き作り体験                                                           | 君にハピネス Blu-rayVol.3収録                                           |
| #13    | 4月18日    | キャワいい公開生配信で、最新BDを振り返る                                           | 君にハピネス Blu-rayVol.4収録                                           |
| #14    | 5月16日    | キャワいくリアル体験脱出ゲームに挑戦                                               | 君にハピネス Blu-rayVol.4収録                                           |
| #15    | 6月16日    | キャワいいサンドブラストグラス作りに挑戦                                           | 君にハピネス Blu-rayVol.4収録                                           |
| #16    | 7月19日    | キャワいいアップルローズケーキ作りに挑戦！                                         | 君にハピネス Blu-rayVol.4収録                                           |
| #17    | 8月16日    | キャワいく吉祥寺で動物カフェ巡り！                                                 | 君にハピネス Blu-rayVol.4収録                                           |
| #18    | 9月16日    | 君にハピネス新作Blu-ray Vol.4のPR（総集編）                                        |                                                                         |
| #19    | 10月17日   | SNS映えなキャワいい写真を激写！                                                    | 君にハピネス Blu-rayVol.5収録                                           |
| #20    | 11月16日   | BD発売記念浴衣でキャワいく生放送                                                   | 君にハピネス Blu-rayVol.5収録                                           |
| #21    | 12月16日   | はっつ番組卒業!キャワいいクリスマススワッグ作り体験                                | 君にハピネス Blu-rayVol.5収録 初川みなみ番組卒業                        |
| 2021年 |            |                                                                                    |                                                                         |
| #22    | 1月16日    | 初川みなみ番組卒業SP（総集編）                                                     | 君にハピネス Blu-rayVol.5収録                                           |
| #23    | 2月17日    | キャワいいバレンタインチョコ作り！                                                 | 君にハピネス Blu-rayVol.5収録                                           |
| #24    | 3月17日    | ポーセラーツでキャワいい陶器作り！                                                 | 君にハピネス Blu-rayVol.6収録                                           |
| #25    | 4月17日    | BD発売記念生放送                                                                   |                                                                         |
| #26    | 5月19日    | キャワいい春の秩父観光・前編 芝桜で映え散歩                                        | 君にハピネス Blu-rayVol.6収録                                           |
| #27    | 6月19日    | キャワいい春の秩父観光・後編 いちご狩りと秩父銘仙型染め体験                        | 君にハピネス Blu-rayVol.6収録                                           |
| #28    | 7月17日    | キャワいい苔テラリウム                                                             | 君にハピネス Blu-rayVol.6収録                                           |
| #29    | 8月18日    | 「肝試し・お化け屋敷風密室から脱出せよ！」と「キャワいい山手線ゲーム・海デート編」 |                                                                         |
| #30    | 9月17日    | キャワいい動物カフェめぐり                                                         | 君にハピネス Blu-rayVol.7収録                                           |
| #31    | 10月16日   | 体験型バラエティ                                                                   |                                                                         |
| #32    | 11月16日   | キャワいい浴衣で生放送                                                             | 君にハピネス Blu-rayVol.7収録                                           |
| #33    | 12月17日   | ちょっぴり早いキャワいいクリスマスSP                                               | 2021年11月29日公開収録君にハピネス Blu-rayVol.7収録                     |
| 2022年 |            |                                                                                    |                                                                         |
| #34    | 1月16日    | キャワいいクリスマスリース作り                                                     | 君にハピネス Blu-rayVol.7収録                                           |
| #35    | 2月16日    | キャワいいバレンタインクッキー作り                                                 | 君にハピネス Blu-rayVol.7収録                                           |
| #36    | 3月16日    | 豊洲チームラボプラネッツでキャワいいデジタルアート体験                             | 君にハピネス Blu-rayVol.7収録                                           |
| #37    | 4月17日    | 今回もキャワいい体験、未公開特別編                                                 |                                                                         |
| #38    | 5月18日    | 新作BD発売イベント                                                                 |                                                                         |
| #39    | 6月16日    |                                                                                    |                                                                         |
| #40    | 7月17日    | ムーミン谷に行ってきた                                                             | 君にハピネス Blu-rayVol.8収録                                           |
| #41    | 8月17日    | ムーミンバレーパーク後編                                                           | 君にハピネス Blu-rayVol.8収録                                           |
| #42    | 9月18日    | 総集編                                                                             |                                                                         |
| #43    | 10月19日   | ワンチャンにおやつ/ワンチャン雑学クイズ                                            | 君にハピネス Blu-rayVol.8収録                                           |
| #44    | 11月16日   | プライベートジェットに乗ってバーチャル海外旅行                                     | 君にハピネス Blu-rayVol.8収録                                           |
| #45    | 12月16日   | キャワいいクリスマスキャンドル作り！                                               | 君にハピネス Blu-rayVol.8収録                                           |
| 2023年 |            |                                                                                    |                                                                         |
| #46    | 1月17日    | 涙の卒業式                                                                         |                                                                         |

## スタッフ
- 編集：長島明裕
- ディレクター：高橋慎
- 協力：マインズ、ティーパワーズ
- 制作著作：つくばテレビ→ノーマンスリー

## 関連番組
- 今日のあまつか - 2015年に番組横断コラボ企画を実施し、「GO!GO!こじまな号V.S今日のあまつか 番組対抗学園祭」（2015年9月発売）として単独DVD化。
- GO!GO!まひゆな号! - こじまな号の要素を受け継いだ2019年開始の後継番組。